# Фер Лејкс (Вирџинија)
Фер Лејкс (енгл. Fair Lakes) насељено је место без административног статуса у америчкој савезној држави Вирџинија.

## Демографија
По попису из 2010. године број становника је 7.942.
| Група             | 2000.    | 2010.         |
| Белци             | 0 (0,0%) | 3.740 (47,1%) |
| Афроамериканци    | 0 (0,0%) | 690 (8,7%)    |
| Азијати           | 0 (0,0%) | 2.632 (33,1%) |
| Хиспаноамериканци | 0 (0,0%) | 606 (7,6%)    |
| Укупно            | 0        | 7.942         |